# Isla Rasa del Oeste
La isla Rasa del Oeste (en inglés: Jason West Cay) es una isla del noroeste del archipiélago de las Malvinas, que forma parte del grupo de las "islas Los Salvajes" y se encuentra al occidente de la isla Rasa del Este.
En esta isla se encuentran tanto el punto extremo norte como el punto extremo oeste del archipiélago de las Malvinas. 
Los extremos norte y sur de este accidente geográfico son dos de los puntos que determinan las líneas de base de la República Argentina, a partir de las cuales se miden los espacios marítimos que rodean al archipiélago.
Por su nombre similar, no se debe confundir con la isla Rasa de este archipiélago, que se encuentra al oeste de la isla de Borbón.